# Grand (línea Azul)
Grand es una estación en la línea Azul del Metro de Chicago. La estación se encuentra localizada en 502 North Milwaukee Avenue en Chicago, Illinois. La estación Grand fue inaugurada el 25 de febrero de 1951.  La Autoridad de Tránsito de Chicago es la encargada por el mantenimiento y administración de la estación. La estación fue reconstruida en 1999 y en 2007.

## Descripción
La estación Grand cuenta con 1 plataforma central y 2 vías. 

## Conexiones
La estación es abastecida por las siguientes conexiones: 
- Rutas del CTA Buses: #8 Halsted #33 Magnificent Mile Express #56 Milwaukee #65 Grand #132 Goose Island Express